# Passalora fraxini
Passalora fraxini är en svampart som först beskrevs av Augustin Pyrame de Candolle, och fick sitt nu gällande namn av Arx 1983. Passalora fraxini ingår i släktet Passalora och familjen Mycosphaerellaceae.   Inga underarter finns listade i Catalogue of Life.